# Geraniales
Ordre
Classification APG III (2009)
Les Geraniales sont un ordre de plantes dicotylédones. En classification classique de Cronquist (1981), il comprend cinq familles :
- Balsaminacées (famille de l'impatiente).
- Géraniacées (famille du geranium).
- Limnanthacées
- Oxalidacées (famille de l'oxalis)
- Tropaéolacées (famille de la capucine)

La classification phylogénétique APG (1998) a considérablement modifié la composition de cet ordre. En classification phylogénétique APG II (2003) il comprend les familles suivantes :
- ordre Geraniales
famille Geraniaceae
[+ famille Hypseocharitaceae ]
famille Ledocarpaceae
famille Melianthaceae (y compris Greyiacées)
[+ famille Francoaceae ]
famille Vivianiaceae

NB "[+" = famille optionnelle. 
Le Angiosperm Phylogeny Website [22 août 2006] accepte les Francoacées (mais pas les Hypséocharitacées) et ici l'ordre comprend cinq familles: 
- ordre Geraniales
famille Geraniaceae
famille Francoaceae
famille Ledocarpaceae
famille Melianthaceae
famille Vivianiaceae

La classification phylogénétique APG III (2009) place cet ordre sous Malvidées (au lieu de directement sous Rosidées pour APG II) avec ce contenu :
- ordre Geraniales Juss. ex Bercht. & J.Presl (1820)
famille Geraniaceae Juss. (1789) (incluant Hypseocharitaceae Wedd.)
famille Melianthaceae Horan. (1834) (incluant Francoaceae A.Juss.)
famille Vivianiaceae Klotzsch (incluant Ledocarpaceae Meyen)